# ویتربو
شهر  ویتربو (به ایتالیایی: Viterbo) با جمعیت ۶۱٬۰۶۷ نفر  در ناحیه لاتزیو در کشور ایتالیا واقع شده‌است.